# محلة المشاهدة

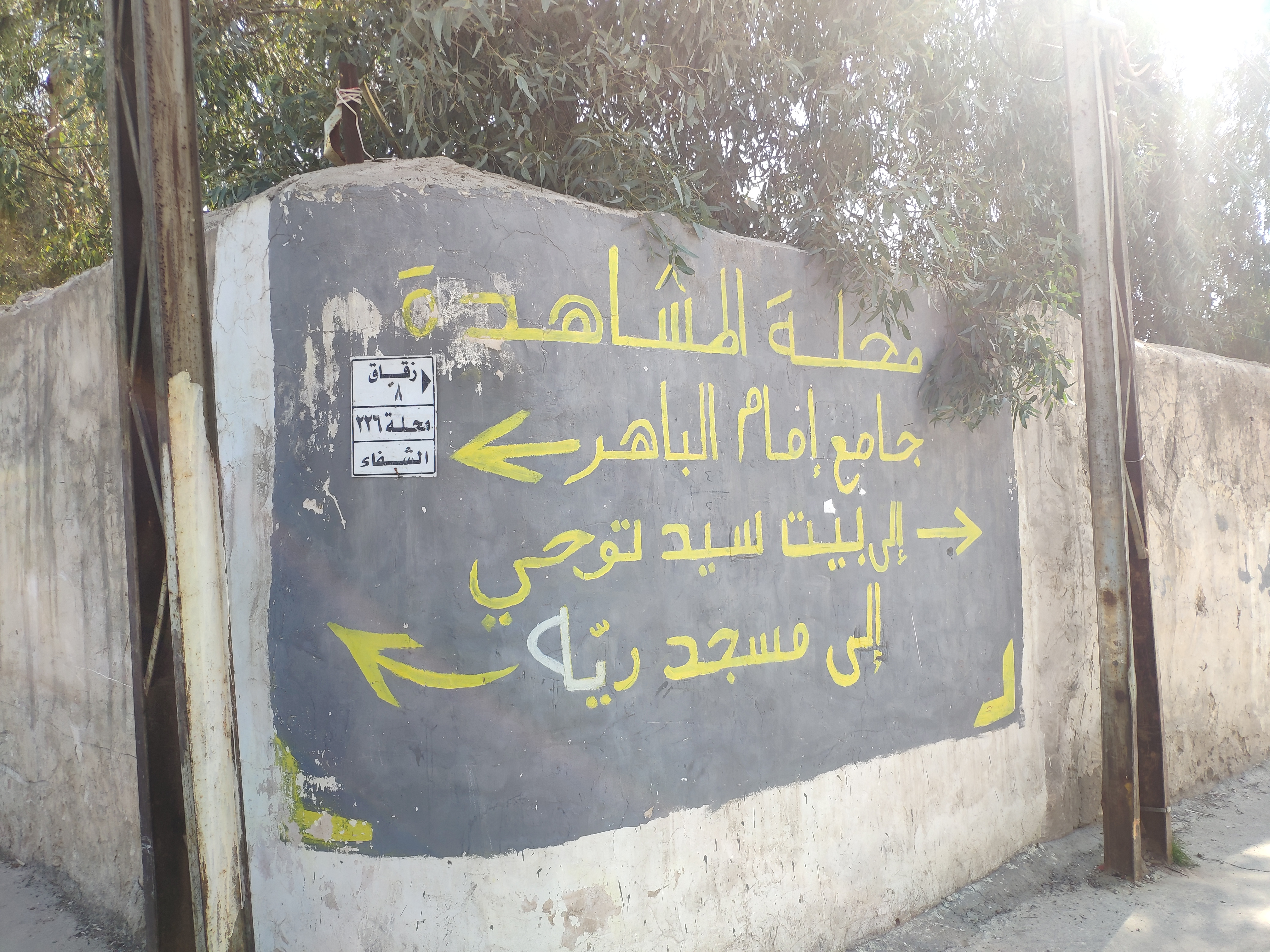
اتجاهات لأهم النقاط الدالة في محلة المشاهدة.

محلة المشاهدة حي من أحياء مدينة الموصل القديمة في العراق، يقع على الجانب الغربي من نهر دجلة، ويعد أحد أكبر المحلات السكنية مساحة في البلدة القديمة.

## تاريخ المحلة
في سنة 1215 هـ ، مات أهلها بالطاعون وسميت محلة الخراب. ثم سكنها قبيلة المشاهدة وغلب عليها اسمها.

## معالم محلة المشاهدة
من المعالم الدينية في هذه المحلة:
- مرقد الشيخ منصور
- مرقد الشيخ إبراهيم
- جامع المشاهدة
- بيت سيد توحي

وفي مطلع الثمانينات ضمت هذه المحلة عددا من الدوائر الحكومية هي الاحوال المدنية ومديرية التقاعد والاموال المجمدة والتي تقع في جهتها الغربية المشرفة على شارع ابن الاثير، كما كان فيها معملين للطحين واخر للثلج. واشتهرت أيضا بخياطة العباءات النسائية وتطريزها. وتقع في جهة المحلة الغربية مساحة كبيرة فارغة كانت في ستينات القرن العشرين موضعا لبيادر الحنطة والشعير ثم أصبحت مخصصة لجمع النفايات وسكراب الحديد والسيارات القديمة.